# 香港四台冠軍歌曲及頒獎禮獲獎列表
香港四台冠軍歌曲及頒獎禮獲獎列表列出歷年間於香港四大電子傳媒機構之粵語流行音樂流行榜冠軍歌曲及頒獎禮獲獎紀錄。

## 四台流行榜及頒獎禮
所統計之香港四大電子傳媒機構流行榜及頒獎禮包括：
| 機構     | 頻道                 | 流行榜                 | 報榜時段                      | 頒獎禮                                               |
| 商業電台 | 叱咤903              | 903專業推介            | 1100-1300（週六，UST+8）      | 叱咤樂壇流行榜頒獎典禮（1989年至今）                 |
| 香港電台 | 香港電台第二台       | 中文歌曲龍虎榜         | 1200-1400（週六，UST+8）      | 十大中文金曲頒獎音樂會（1979年至2020年、2022年至今） |
| 新城電台 | 新城知訊台           | 新城勁爆流行榜         | 1600-1730（週六，UST+8）      | 新城勁爆頒獎禮（1994年至今）                         |
| 無綫電視 | 翡翠台               | 勁歌金榜               | 2300-2315（週日→週六，UST+8） | 勁歌金曲頒獎典禮（1984年至2020年、2022年至今）       |
| 聯合頒發 | 上列四頻道           | 上列四流行榜           | 見上                          | 四台聯頒音樂大獎（1995年至2009年）                   |
| 聯合頒發 | 香港電台第二台翡翠台 | 中文歌曲龍虎榜勁歌金榜 | 香港金曲頒獎典禮（2021年）    |                                                      |

## 四台冠軍歌曲名單（1994年至今）

### 四台派台歌曲成績紀錄（1994年至今）
| 903專業推介    | 陳奕迅（74首） 容祖兒（52首） | 謝霆鋒（16歲）（1997年冠軍歌 - 壞習慣） 黃淑蔓（18歲）（2019年冠軍歌 - Dream My Dreams）                                                               | 譚詠麟（63歲）（2014年冠軍歌 - 銀河歲月） 林憶蓮（52歲）（2019年冠軍歌 – 沙文） 汪明荃（58歲）（2006年冠軍歌 – 自由女神（計合唱歌））                                                              | | 愛你（國） - 陳芳語（2012年冠軍歌）（2012年專業推介．叱咤十大 第7位）                                   |
| 中文歌曲龍虎榜 | 劉德華（95首） 容祖兒（61首） | 謝霆鋒（16歲）（1997年冠軍歌 - 壞習慣） 姚焯菲（15歲）（2022年冠軍歌 - 靈魂伴侶）                                                                      | 區瑞強（69歲）（2024年冠軍歌 - 我是DJ） 彭健新@溫拿（74歲）（2023年冠軍歌 - 由始至今（計合唱歌）） 葉德嫻（54歲）（2002年冠軍歌 - 從頭認識） 汪明荃（58歲）（2006年冠軍歌 – 自由女神（計合唱歌）） | 吉祥三寶 - 布仁巴雅爾（2005年冠軍歌） | 好人 - 側田（2005年冠軍歌）（2005年十大中文歌曲） 感應 - 泳兒（2006年冠軍歌）（2006年十大中文歌曲）     |
| 新城勁爆流行榜 | 劉德華（73首） 容祖兒（59首） | 謝霆鋒（16歲）（1997年冠軍歌 - 壞習慣） 姚焯菲（15歲）（2021年冠軍歌 - 原來談戀愛是這麼一回事）                                                        | 譚詠麟（68歲）（2018年冠軍歌 - 廢青） 彭健新@溫拿（74歲）（2023年冠軍歌 - 由始至今（計合唱歌）） 葉麗儀（76歲）（2024年冠軍歌 - 感恩）                                                             | | 男朋友 - 古天樂（2000年冠軍歌）（2000年新城勁爆歌曲） 感應 - 泳兒（2006年冠軍歌）（2006年新城勁爆歌曲） |
| 勁歌金榜       | 劉德華（71首） 容祖兒（52首） | 謝霆鋒（16歲）（1997年冠軍歌 - 壞習慣） 姚焯菲（15歲）（2021年冠軍歌 - 原來談戀愛是這麼一回事） 繆昀希（13歲）（2022年冠軍歌 - Hat Trick（計合唱歌）） | 郭富城（58歲）（2024年冠軍歌 - EXIT） 彭健新@溫拿（74歲）（2023年冠軍歌 - 由始至今（計合唱歌）） 汪明荃（77歲）（2024年冠軍歌 - Make My Day）                                                      | Can You See（英語） - 譚嘉儀（2016年冠軍歌） Can You Hear（英語）- 譚嘉儀（2019年冠軍歌） Crystal Clear（英語）- 炎明熹（2024年冠軍歌） GBAD（英語）- 王嘉爾（2025年冠軍歌） | 男人信甚麼 - 王灝兒（2010年冠軍歌）（2010年十大勁歌金曲兼金曲金獎）                                     |
| 四台           | 張學友（23首） 容祖兒（24首） | 謝霆鋒（16歲）（1997年四台冠軍歌 - 壞習慣） 炎明熹（18歲）（2023年四台冠軍歌 - Little Magic）                                                          | 郭富城（58歲）（2024年四台冠軍歌 - EXIT） 莫文蔚（50歲）（2020年四台冠軍歌 - 呼吸有害） 汪明荃（58歲）（2006年四台冠軍歌 - 自由女神（計合唱歌））                                                  | / | / |

- 1990年代奪得最多同年冠軍歌次數的專輯（1994年至1999年）：張學友（1995年）《過敏世界》18次
- 2000年代奪得最多同年冠軍歌次數的男歌手專輯：陳奕迅《Shall We Dance? Shall We Talk!》11次（2001年）、《U87》11次（2005年）
- 2000年代奪得最多同年冠軍歌次數的女歌手專輯：楊千嬅（2004年）《電光幻影》10次
- 2010年代奪得最多同年冠軍歌次數的男歌手專輯：張敬軒（2018年）《Senses Inherited》16次[1]
- 2010年代奪得最多同年冠軍歌次數的女歌手專輯：容祖兒（2011年）《Joey & Joey》12次
- 2020年代奪得最多同年冠軍歌次數的男歌手專輯：張敬軒（2021年）《The Brightest Darkness》12次（暫定）
- 2020年代奪得最多同年冠軍歌次數的女歌手專輯：容祖兒（2021年）《薛丁格的貓》9次（暫定）
- 奪得最多同年四台冠軍歌的專輯（不計跨年冠軍歌）：張敬軒（2018年）《Senses Inherited》4首
- 最多同年四台冠軍歌歌手得主（不計跨年冠軍歌）：陳奕迅（2001年）、張敬軒（2018年） - 各4首
- 最多同年四台冠軍歌女歌手得主（不計跨年冠軍歌）：陳慧琳（2001年）、容祖兒（2004年） - 各3首
- 相隔最長時間再奪四台冠軍歌男歌手得主：郭富城 - 25年（1999年四台冠軍歌 - 遊園驚夢、2024年四台冠軍歌 - EXIT ）
- 相隔最長時間再奪四台冠軍歌女歌手得主：莫文蔚 - 17年（2003年四台冠軍歌 - 透視、2020年四台冠軍歌 - 呼吸有害 ）
- 四台冠軍兼四台歌曲獎劇集歌曲：<給自己的情書>（婚前昏後）[2] - 王菲（2000年四台冠軍歌）、<呼吸有害>（飛虎之雷霆極戰）- 莫文蔚（2020年四台冠軍歌）[3]
- 最年輕冠軍歌男歌手得主：謝霆鋒 - 16歲（1997年四台冠軍歌 - 壞習慣）
- 最年輕冠軍歌女歌手得主：姚焯菲 - 15歲（2021年新城電台及勁歌金榜冠軍歌 - 原來談戀愛是這麼一回事）
- 最年輕冠軍歌女歌手得主（計組合或合唱歌）：繆昀希 - 13歲（2022年勁歌金榜冠軍歌 - Hat Trick）
- 最年長冠軍歌男歌手得主： 區瑞強 - 69歲（2024年香港電台冠軍歌 - 我是DJ）
- 最年長冠軍歌男歌手得主（計合唱歌）：彭健新@溫拿 - 74歲（2023年三台冠軍歌 - 由始至今（計合唱歌））
- 最年長冠軍歌女歌手得主：汪明荃 - （77歲）（2024年勁歌金榜冠軍歌 - Make My Day）
- 以新人身份奪得四台冠軍歌：陳慧琳（1995年 - 一切很美 只因有你）、謝霆鋒（1997年 - 壞習慣）、薛凱琪（2004年 - 奇洛李維斯回信）

## 四台獲獎歌曲得獎名單（1994年至今）
四台歌曲獎項指叱咤樂壇至尊歌曲大獎（1994年、1996年、1997年）/ 專業推介叱咤十大（1995年、1998年至今）、十大中文金曲（1978年至今）、勁爆流行曲（1994年、1995年）/ 新城勁爆年度歌曲大獎（1996年至2015年）/ 勁爆歌曲（1998年至今）/ 勁爆播放指數歌曲（2017年至今）、勁歌金曲（1983年至今）
- 1994年：黎　明 - 《那有一天不想你》（四台冠軍歌）[4]
- 1995年：張學友 - 《離開以後》（四台冠軍歌）
- 1996年：  -
- 1997年：  -
- 1998年：王　菲 - 《情誡》（4台兼聯合頒發）（四台冠軍歌）、蘇永康 - 《越吻越傷心》（四台冠軍歌）、陳奕迅 - 《天下無雙》（四台冠軍歌）
- 1999年：謝霆鋒 - 《非走不可》（四台冠軍歌）、楊千嬅 - 《抬起我的頭來》、陳慧琳 - 《對你太在乎》
- 2000年：楊千嬅 - 《少女的祈禱》（4台兼聯合頒發）（四台冠軍歌）、陳奕迅 - 《K歌之王》（四台冠軍歌）、王　菲 - 《給自己的情書》（四台冠軍歌）
- 2001年：陳奕迅 - 《Shall We Talk》（4台兼聯合頒發）（四台冠軍歌）、許志安 - 《爛泥》（四台冠軍歌）、陳慧琳 - 《最愛演唱會》（四台冠軍歌）、鄭秀文 - 《終身美麗》
- 2002年：盧巧音 - 《好心分手》、許志安 - 《女人之苦》（四台冠軍歌）、容祖兒 - 《爭氣》（四台冠軍歌）
- 2003年：陳奕迅 - 《十面埋伏》（4台兼聯合頒發）（四台冠軍歌）、容祖兒 - 《我的驕傲》（四台冠軍歌）、梁漢文 - 《七友》
- 2004年：楊千嬅 - 《小城大事》（4台兼聯合頒發）（四台冠軍歌）、許志安（Featuring葉德嫻） - 《美中不足》（四台冠軍歌）、李克勤 - 《空中飛人》（四台冠軍歌）
- 2005年：古巨基 - 《天才與白痴》（4台兼聯合頒發）（四台冠軍歌）、陳奕迅 - 《夕陽無限好》（四台冠軍歌）、鄭中基 - 《無賴》（四台冠軍歌）、李克勤 - 《情非首爾》（四台冠軍歌）、楊千嬅 - 《烈女》
- 2006年：古巨基 - 《愛得太遲》（4台兼聯合頒發）、鄭　融 - 《紅綠燈》（四台冠軍歌）、容祖兒 - 《華麗邂逅》（四台冠軍歌）
- 2007年：李克勤 - 《花落誰家》（4台兼聯合頒發）、吳雨霏 - 《逼得太緊》（四台冠軍歌）、古巨基 - 《愛回家》（四台冠軍歌）、側　田 - 《男人KTV》（四台冠軍歌）
- 2008年：謝安琪 - 《囍帖街》（4台兼聯合頒發）（四台冠軍歌）、楊千嬅 - 《撈月亮的人》
- 2009年：古巨基 - 《地球很危險》（4台兼聯合頒發）（四台冠軍歌）
- 2010年：  -
- 2011年：  -
- 2012年：王菀之 - 《留白》
- 2013年：容祖兒 - 《天窗》（四台冠軍歌）
- 2014年：張敬軒 - 《青春常駐》（四台冠軍歌）、謝安琪 - 《獨家村》（四台冠軍歌）
- 2015年：張敬軒 - 《找對的人》（四台冠軍歌）
- 2016年：鄭欣宜 - 《女神》（四台冠軍歌）
- 2017年：李克勤 - 《失魂記》
- 2018年： -
- 2019年： -
- 2020年：莫文蔚 - 《呼吸有害》（四台冠軍歌）[5]
- 2021年：張敬軒 - 《俏郎君》（四台冠軍歌）、泳　兒 - 《荊棘海》
- 2022年： -

### 四台獎項紀錄
- 四台獲獎歌曲最多的年份：2005年（5首：《夕陽無限好》、《烈女》、《無賴》、《天才与白痴》、《情非首爾》）
- 最多同年度四台獲獎歌曲男歌手得主（1994年至今）：陳奕迅（5首，1998年《天下無雙》、2000年《K歌之王》、2001年《Shall We Talk》、2003年 《十面埋伏》、2005年 《夕陽無限好》）
- 最多同年度四台獲獎歌曲女歌手得主：楊千嬅（5首，1999年 《抬起我的頭來》、2000年《少女的祈禱》、2004年 《小城大事》、2005年 《烈女》、2008年 《撈月亮的人》）
- 最年輕同年度四台獲獎歌曲男歌手得主（1994年至今）：謝霆鋒 （19歲；1998年《非走不可》）
- 最年輕同年度四台獲獎歌曲女歌手得主（1994年至今）：吳雨霏 （21歲；2007年《逼得太緊》）
- 最年長同年度四台獲獎歌曲男歌手得主（1994年至今）：李克勤 （50歲；2017年《失魂記》）
- 最年長同年度四台獲獎歌曲女歌手得主（1994年至今）：莫文蔚 （50歲；2020年《呼吸有害》）
- 最年長同年度四台獲獎歌曲女歌手得主（1994年至今）（計合唱歌）：葉德嫻 （57歲；2004年《美中不足》）
- 年資最短同年度四台獲獎歌曲男歌手得主（1994年至今）：陳奕迅 （第3年；1998年《天下無雙》）、謝霆鋒 （第3年；1999年《非走不可》）、側　田 （第3年；2007年《男人KTV》）
- 年資最短同年度四台獲獎歌曲女歌手得主（1994年至今）：楊千嬅  （第4年；1999年《抬起我的頭來》）、容祖兒 （第4年；2002年《爭氣》）、鄭　融  （第4年；2006年《紅綠燈》）
- 年資最長同年度四台獲獎歌曲男歌手得主（1994年至今）：李克勤 （第32年；2017年《失魂記》）
- 年資最長同年度四台獲獎歌曲女歌手得主（1994年至今）：莫文蔚  （第27年；2020年《呼吸有害》）
- 年資最長同年度四台獲獎歌曲女歌手得主（1994年至今）（計合唱歌）：葉德嫻  （第36年；；2004年《美中不足》）
- 最年輕四台獎項男得主：謝霆鋒（17歲；1997年：十大中文金曲頒獎典禮 - 最有前途新人獎金獎、新城勁爆頒獎禮 - 新登場男歌手金獎、十大勁歌金曲頒獎典禮 - 最受歡迎新人獎金獎、叱吒樂壇流行榜頒獎典禮 - 叱咤樂壇生力軍男歌手銀獎）
- 最年輕四台獎項男得主（計組合）：李昀致@Faith（16歲；2015年：新城勁爆頒獎禮 - 新城勁爆新人王（男組合））
- 最年輕四台獎項女得主：黃淑蔓（14歲；2015年：叱咤樂壇流行榜頒獎典禮 - 叱咤樂壇生力軍銅獎）
- 最年輕四台獎項女得主（計組合）：陳曉彤@Cream（10歲；2004年：新城勁爆頒獎禮 - 新城勁爆新登場組合）
- 最年長四台獎項男得主（不計榮譽獎項）：譚詠麟（64歲；2014年：十大中文金曲頒獎頒獎典禮 - 全年最高銷量組合）
- 最年長四台獎項女得主（不計榮譽獎項）：葉德嫻（67歲；2014年：叱咤樂壇流行榜頒獎典禮 - 叱吒我最喜愛歌曲大獎）
- 最少累積派台歌曲的四台獎項男歌手得主（由第一首派台歌曲當天至第一次獲獎當天）（計合唱歌）（新城勁爆頒獎典禮新人獎項除外，因該頒獎典禮採取凡出席必有獎制度）：黃德斌（0.333首《年少無知》（共0.999獎），2012年：叱咤樂壇流行榜頒獎典禮 - 叱吒我最喜愛歌曲大獎《年少無知》及 WeChat Chit Chat 樂壇最熱選歌曲《年少無知》、十大中文金曲頒獎典禮 - 十大中文金曲《年少無知》）
- 相隔最久重奪四台獎項男歌手得主（不計榮譽獎項）：孫耀威（13年，1994年、2007年）
- 相隔最久重奪四台獎項女歌手得主（不計榮譽獎項）：黎瑞恩（26年，1993年：十大勁歌金曲頒獎典禮 - 十大勁歌金曲、2019年：勁歌金曲頒獎典禮 - 勁歌金曲唱片銷量大奬）

## 四台年度獎項得獎名單

### 歷屆四台年度男歌手至尊獎項得獎名單
|          | 商業電台                  | 香港電台 | 新城電台 | 無綫電視                         |
| 年份     | 男歌手金獎 （1988年至今） | 最優秀流行男歌手（2004年至2019年、2022年至今）／十大中文金曲男歌手金獎（2020年）／全球华人最受欢迎男歌手（1998年至2000年）／最佳男歌手（1993年） | 勁爆年度歌手（2012年至2015年、2017年至今）、勁爆男歌手（金獎）（1992年至1995年、1998年、2016年）、勁爆播放指數歌手（2008年至2011年) | 最受歡迎男歌星（1984年至2020年） |
| -------- | ------------------------- | --- | --- | -------------------------------- |
| 1984年度 | 不適用                    | × | 不適用 | 譚詠麟                           |
| 1985年度 | 不適用                    | × | 不適用 | 譚詠麟                           |
| 1986年度 | 不適用                    | × | 不適用 | 譚詠麟                           |
| 1987年度 | 不適用                    | × | 不適用 | 譚詠麟                           |
| 1988年度 | 張國榮（2台）             | × | 不適用 | 張國榮（2台）                    |
| 1989年度 | 張國榮（2台）             | × | 不適用 | 張國榮（2台）                    |
| 1990年度 | 倫永亮                    | × | 不適用 | 劉德華                           |
| 1991年度 | 張學友                    | × | 不適用 | 劉德華                           |
| 1992年度 | 張學友                    | × | 劉德華 | 劉德華                           |
| 1993年度 | 張學友                    | 張學友 | 張學友 | 黎 明                            |
| 1994年度 | 張學友                    | × | 黎 明 | 劉德華                           |
| 1995年度 | 張學友                    | × | 黎 明 | 黎 明                            |
| 1996年度 | 黎 明                     | × | × | 張學友                           |
| 1997年度 | 黎 明                     | × | × | 郭富城                           |
| 1998年度 | 郭富城                    | 郭富城 | 劉德華 | 郭富城                           |
| 1999年度 | 許志安                    | 劉德華 | × | 劉德華                           |
| 2000年度 | 許志安                    | 張學友 | × | 郭富城                           |
| 2001年度 | 陳奕迅                    | × | × | 許志安                           |
| 2002年度 | 陳奕迅                    | × | × | 李克勤                           |
| 2003年度 | 許志安                    | × | × | 李克勤                           |
| 2004年度 | 古巨基                    | 李克勤 | × | 劉德華                           |
| 2005年度 | 陳奕迅                    | 陳奕迅 | × | 李克勤                           |
| 2006年度 | 陳奕迅（3台）             | 陳奕迅（3台） | × | 陳奕迅（3台）                    |
| 2007年度 | 陳奕迅（3台）             | 陳奕迅（3台） | × | 陳奕迅（3台）                    |
| 2008年度 | 方大同                    | 陳奕迅 | － | 古巨基                           |
| 2009年度 | 陳奕迅                    | 陳奕迅 | － | 古巨基                           |
| 2010年度 | 陳奕迅                    | 陳奕迅 | 張敬軒 | 古巨基                           |
| 2011年度 | 陳奕迅                    | 陳奕迅 | 陳奕迅 | 古巨基                           |
| 2012年度 | 陳奕迅                    | 陳奕迅 | 陳奕迅 | 林 峯                            |
| 2013年度 | 陳奕迅                    | 陳奕迅 | 陳奕迅 | 林 峯                            |
| 2014年度 | 周柏豪                    | 陳奕迅 | 張敬軒 | 張敬軒                           |
| 2015年度 | 張敬軒                    | 陳奕迅 | 張敬軒 | 張敬軒                           |
| 2016年度 | 張敬軒                    | 陳奕迅 | 張敬軒 | 張敬軒                           |
| 2017年度 | 李克勤                    | 陳奕迅 | 李克勤 | 李克勤                           |
| 2018年度 | 張敬軒（4台）             | 張敬軒（4台） | 張敬軒（4台） | 張敬軒（4台）                    |
| 2019年度 | 張敬軒                    | 張敬軒 | 張敬軒 | 周柏豪                           |
| 2020年度 | 許廷鏗                    | 周柏豪 | － | 周柏豪、胡鴻鈞                   |
|          | 商業電台                  | 香港電台、無綫電視 | 新城電台 |                                  |
| 2021年度 | 張敬軒（4台）             | 張敬軒（4台） | 張敬軒（4台） | 張敬軒（4台）                    |
|          | 商業電台                  | 香港電台 | 新城電台 | 無綫電視                         |
| 2022年度 | 林家謙                    | 張天賦 | 張敬軒 | 不適用                           |
| 2023年度 | 林家謙                    | 張天賦 | 張敬軒 | 不適用                           |
| 2024年度 | 陳卓賢                    | 張天賦 | 張敬軒 | 不適用                           |

- 粗體表示同年度大滿貫。當中1993年至2021年同年度於4台同獲男歌手至尊獎項的男歌手包括張敬軒（2018年、2021年）[6]
- × 表示該年不設獎項
- － 表示該年沒有歌手獲獎

### 歷屆四台年度女歌手至尊獎項得獎名單
|          | 商業電台                  | 香港電台 | 新城電台 | 無綫電視                         |
| 年份     | 女歌手金獎 （1988年至今） | 最優秀流行女歌手（2004年至2019年、2022年至今）／十大中文金曲女歌手金獎（2020年）／全球华人最受欢迎女歌手（1998年至2000年）／最佳女歌手（1993年） | 勁爆年度歌手（2012年至2015年、2017年至今）／勁爆女歌手（金獎）（1992年至1995年、1998年、2016年）／勁爆播放指數歌手（2008年至2011年） | 最受歡迎女歌星（1984年至2020年） |
| -------- | ------------------------- | --- | --- | -------------------------------- |
| 1984年度 | 不適用                    | × | 不適用 | 甄 妮                            |
| 1985年度 | 不適用                    | × | 不適用 | 梅艷芳                           |
| 1986年度 | 不適用                    | × | 不適用 | 梅艷芳                           |
| 1987年度 | 不適用                    | × | 不適用 | 梅艷芳                           |
| 1988年度 | 葉蒨文                    | × | 不適用 | 梅艷芳                           |
| 1989年度 | 梅艷芳（2台）             | × | 不適用 | 梅艷芳（2台）                    |
| 1990年度 | 林憶蓮                    | × | 不適用 | 葉蒨文                           |
| 1991年度 | 林憶蓮                    | × | 不適用 | 葉蒨文                           |
| 1992年度 | 林憶蓮                    | × | 葉蒨文 | 葉蒨文                           |
| 1993年度 | 王靖雯                    | 葉蒨文 | 林憶蓮 | 葉蒨文                           |
| 1994年度 | 王靖雯（3台）             | × | 王靖雯（3台） | 王靖雯（3台）                    |
| 1995年度 | 彭 羚（3台）              | × | 彭 羚（3台） | 彭 羚（3台）                     |
| 1996年度 | 王 菲                     | × | × | 鄭秀文                           |
| 1997年度 | 王 菲                     | × | × | 鄭秀文                           |
| 1998年度 | 張惠妹                    | 王 菲 | 鄭秀文 | 王 菲                            |
| 1999年度 | 陳慧琳                    | 王 菲 | × | 陳慧琳                           |
| 2000年度 | 楊千嬅                    | 王 菲 | × | 陳慧琳                           |
| 2001年度 | 鄭秀文 （2台）            | × | × | 鄭秀文 （2台）                   |
| 2002年度 | 楊千嬅 （2台）            | × | × | 楊千嬅（2台）                    |
| 2003年度 | 容祖兒 （2台）            | × | × | 容祖兒（2台）                    |
| 2004年度 | 楊千嬅                    | 容祖兒 | × | 容祖兒                           |
| 2005年度 | 容祖兒（3台）             | 容祖兒（3台） | × | 容祖兒（3台）                    |
| 2006年度 | 何韻詩                    | 容祖兒 | × | 容祖兒                           |
| 2007年度 | 容祖兒（3台）             | 容祖兒（3台） | × | 容祖兒（3台）                    |
| 2008年度 | 容祖兒                    | 容祖兒 | 容祖兒 | 楊千嬅                           |
| 2009年度 | 容祖兒                    | 容祖兒 | 容祖兒 | 楊千嬅                           |
| 2010年度 | 容祖兒                    | 容祖兒 | － | 容祖兒                           |
| 2011年度 | 容祖兒                    | 容祖兒 | － | 容祖兒                           |
| 2012年度 | 容祖兒                    | 容祖兒 | － | 容祖兒                           |
| 2013年度 | 容祖兒                    | 容祖兒 | 謝安琪 | 容祖兒                           |
| 2014年度 | 楊千嬅                    | 容祖兒 | G.E.M. | 容祖兒                           |
| 2015年度 | 容祖兒                    | 容祖兒 | － | 容祖兒                           |
| 2016年度 | 容祖兒                    | 容祖兒 | 衛 蘭、Gin Lee | 容祖兒                           |
| 2017年度 | 衛 蘭                     | 容祖兒 | － | －                               |
| 2018年度 | 謝安琪                    | 謝安琪 | － | 菊梓喬                           |
| 2019年度 | 謝安琪                    | 謝安琪 | － | 菊梓喬                           |
| 2020年度 | AGA                       | Gin Lee | 莫文蔚 | 菊梓喬                           |
|          | 商業電台                  | 香港電台、無綫電視 | 新城電台 |                                  |
| 2021年度 | 鄭欣宜                    | 鄭欣宜 | － |                                  |
|          | 商業電台                  | 香港電台 | 新城電台 | 無綫電視                         |
| 2022年度 | 鄭欣宜                    | 鄭欣宜 | － | 不適用                           |
| 2023年度 | 陳 蕾                     | Gin Lee | － | 不適用                           |
| 2024年度 | Gin Lee                   | Gin Lee | － | 不適用                           |

- 粗體表示同年度大滿貫[8]
- ×表示該年不設獎項
- －表示該年沒有歌手獲獎

### 歷屆四台年度組合／樂隊至尊獎項得獎名單
|          | 商業電台                        | 香港電台 | 新城電台                                                                                       | 無綫電視 |
| 年份     | 叱咤樂壇組合金獎 （1988年至今） | 優秀流行歌手（1994年至2014年）／最佳組合／樂隊獎金獎（2015年至2019年、2022年至今）／十大中文金曲組合／樂隊獎金獎（2020年） | 勁爆組合（金獎【如有】）（1994年至1995年、1997年至今）、勁爆樂隊（金獎【如有】）（2009年至今） | 最佳樂隊組合獎金獎（1986年至1987年）、最受歡迎組合金獎（2001年、2004至2012年）、最佳組合金獎（2014年至2017年）、最佳樂隊（2016年、2018年、2022年至今） |
| -------- | ------------------------------- | --- | ---------------------------------------------------------------------------------------------- | --- |
| 1984年度 | 不適用                          | × | 不適用                                                                                         | × |
| 1985年度 | 不適用                          | × | 不適用                                                                                         | × |
| 1986年度 | 不適用                          | × | 不適用                                                                                         | 太極樂隊 |
| 1987年度 | 不適用                          | × | 不適用                                                                                         | 達明一派 |
| 1988年度 | 達明一派                        | × | 不適用                                                                                         | × |
| 1989年度 | 達明一派                        | × | 不適用                                                                                         | × |
| 1990年度 | 草 蜢                           | × | 不適用                                                                                         | × |
| 1991年度 | 草 蜢                           | × | 不適用                                                                                         | × |
| 1992年度 | 草 蜢（2台）                    | × | 草 蜢（2台）                                                                                   | × |
| 1993年度 | 草 蜢                           | × | Beyond                                                                                         | × |
| 1994年度 | 草 蜢                           | × | Beyond                                                                                         | × |
| 1995年度 | 草 蜢（2台）                    | × | 草 蜢（2台）                                                                                   | × |
| 1996年度 | Beyond                          | × | ×                                                                                              | × |
| 1997年度 | Beyond                          | × | Dry、草 蜢、Beyond                                                                             | × |
| 1998年度 | Beyond（2台）                   | × | Beyond（2台）                                                                                  | × |
| 1999年度 | Beyond（2台）                   | × | Beyond（2台）                                                                                  | × |
| 2000年度 | LMF（2台）                      | × | LMF（2台）                                                                                     | × |
| 2001年度 | Swing                           | × | ×                                                                                              | Twins |
| 2002年度 | Shine                           | Twins | Twins                                                                                          | × |
| 2003年度 | Twins（3台）                    | Twins（3台） | Twins（3台）                                                                                   | × |
| 2003年度 | 不適用                          | 不適用 | Cookies、Shine                                                                                 | × |
| 2004年度 | Twins（4台）                    | Twins（4台） | Twins（4台）                                                                                   | Twins（4台） |
| 2004年度 | 不適用                          | 不適用 | Boy'z、Cookies、2R                                                                             | 不適用 |
| 2005年度 | Twins（4台）                    | Twins（4台） | Twins（4台）                                                                                   | Twins（4台） |
| 2005年度 | 不適用                          | 不適用 | 草 蜢、達明一派                                                                                | 不適用 |
| 2006年度 | 軟硬天師                        | × | Twins、EO2、Don & Mandy                                                                        | Twins |
| 2007年度 | 農 夫                           | Twins | Twins、EO2、Zarahn                                                                             | Twins |
| 2008年度 | 農 夫                           | × | EO2、HotCha、At17                                                                              | 農 夫 |
| 2009年度 | RubberBand                      | Mr. | 農 夫、Swing、新香蕉俱樂部、RubberBand、Mr.                                                    | RubberBand |
| 2010年度 | 農 夫                           | Mr. | Swing、RubberBand、Mr.                                                                         | RubberBand |
| 2011年度 | C AllStar                       | RubberBand | 糖兄妹、C AllStar、Benji & Lesley、Dear Jane、Mr.、RubberBand                                  | 草 蜢 |
| 2012年度 | RubberBand                      | C AllStar、Mr.、RubberBand                                                                                                 | 糖兄妹、農夫、HotCha、N'GINE、Mr.、Dear Jane                                                   | RubberBand |
| 2013年度 | C AllStar                       | × | 糖兄妹、Robynn & Kendy、goldEN、Super Gear、Yellow!、Closer、Dear Jane、KillerSoap             | × |
| 2014年度 | RubberBand                      | C AllStar | C AllStar、Dear Jane                                                                           | C AllStar |
| 2015年度 | Supper Moment                   | C AllStar、RubberBand、Supper Moment                                                                                       | As One、Dear Jane                                                                              | C AllStar |
| 2016年度 | C AllStar（4台）                | C AllStar（4台） | C AllStar（4台）                                                                               | C AllStar（4台） |
| 2016年度 |                                 | Supper Moment | Dear Jane                                                                                      | Supper Moment |
| 2017年度 | Supper Moment                   | Supper Moment | Super Girls、C AllStar、RubberBand、Dear Jane、Supper Moment                                   | C AllStar |
| 2018年度 | RubberBand                      | Supper Moment | Robynn & Kendy、Super Girls、小塵埃、Dear Jane、ToNick、Supper Moment                          | Supper Moment |
| 2019年度 | Dear Jane                       | RubberBand | 小塵埃、糖兄妹、Supper Moment、Dusty Bottle、Dear Jane                                         | × |
| 2020年度 | Dear Jane                       | RubberBand | BOP天堂鳥、小塵埃、MIRROR、Nowhere Boys、ToNick、Dear Jane                                     | × |
|          | 商業電台                        | 香港電台、無綫電視 | 新城電台                                                                                       | |
| 2021年度 | C AllStar                       | Supper Moment | C AllStar、ERROR、MIRROR、ToNick                                                               | 不適用 |
|          | 商業電台                        | 香港電台 | 新城電台                                                                                       | 無綫電視 |
| 2022年度 | MIRROR（3台）                   | MIRROR（3台） | MIRROR（3台）                                                                                  | 不適用 |
| 2022年度 | 不適用                          | 不適用 | P1X3L、ERROR、ONE PROMISE                                                                      | 不適用 |
| 2023年度 | Dear Jane                       | Dear Jane | P1X3L、ERROR、COLLAR、Nowhere Boys                                                             | 不適用 |
| 2024年度 | Dear Jane                       | Dear Jane | Lolly Talk                                                                                     | 不適用 |

- 粗體表示同年度大滿貫
- ×表示該年未有組合／樂隊獎

### 歷屆四台年度歌曲至尊獎項得獎名單
|          | 商業電台                           | 香港電台                                | 新城電台                                                                                               | 無綫電視                           | 聯合頒發                              |
| 年份     | 至尊歌曲大獎（1988年至今）         | 全球華人至尊金曲獎（1994年至今）        | 勁爆年度歌曲大獎（1994年至2015年、2024年至今）／勁爆播放指數歌曲（2017年至今）／勁爆我撐歌曲（2016年） | 金曲金獎（1984年至2020年）         | 四台聯頒歌曲大獎（1995年至2009年）    |
| -------- | ---------------------------------- | --------------------------------------- | --- | ---------------------------------- | ------------------------------------- |
| 1984年度 | 不適用                             | ×                                       | 不適用                                                                                                 | 愛在深秋 - 譚詠麟                  | 不適用                                |
| 1985年度 | 不適用                             | ×                                       | 不適用                                                                                                 | 愛情陷阱 - 譚詠麟                  | 不適用                                |
| 1986年度 | 不適用                             | ×                                       | 不適用                                                                                                 | 有誰共鳴 - 張國榮                  | 不適用                                |
| 1987年度 | 不適用                             | ×                                       | 不適用                                                                                                 | 無心睡眠 - 張國榮                  | 不適用                                |
| 1988年度 | 祝福 - 葉蒨文（2台）               | ×                                       | 不適用                                                                                                 | 祝福 - 葉蒨文（2台）               | 不適用                                |
| 1989年度 | 憑著愛 - 蘇 芮                     | ×                                       | 不適用                                                                                                 | 夕陽之歌 - 梅艷芳                  | 不適用                                |
| 1990年度 | 你知道我在等你嗎 - 張洪量          | ×                                       | 不適用                                                                                                 | 焚心以火 - 葉蒨文                  | 不適用                                |
| 1991年度 | 每天愛你多一些 - 張學友（2台）     | ×                                       | 不適用                                                                                                 | 每天愛你多一些 - 張學友（2台）     | 不適用                                |
| 1992年度 | 容易受傷的女人 - 王靖雯            | ×                                       | 不適用                                                                                                 | 分手總要在雨天 - 張學友            | 不適用                                |
| 1993年度 | 狂野之城 - 郭富城                  | ×                                       | 不適用                                                                                                 | 祇想一生跟你走 - 張學友            | 不適用                                |
| 1994年度 | 那有一天不想你 - 黎 明（4台）      | 那有一天不想你 - 黎 明（4台）           | 那有一天不想你 - 黎 明（4台）                                                                          | 那有一天不想你 - 黎 明（4台）      | 不適用                                |
| 1995年度 | 春光乍洩 - 黃耀明                  | 真永遠（國） - 劉德華                   | 離開以後 - 張學友                                                                                      | 離開以後 - 張學友                  | 春光乍洩 - 黃耀明                     |
| 1996年度 | 每日一禁果 - 達明一派              | 情深說話未曾講 - 黎 明                  | 你的名字我的姓氏 - 張學友                                                                              | 情深說話未曾講 - 黎 明             | 風花雪 - 陳慧琳                       |
| 1997年度 | 愛的呼喚 - 郭富城                  | 只要為我愛一天 - 黎 明                  | 只要為我愛一天 - 黎 明                                                                                 | 只要為我愛一天 - 黎 明             | 星夢情真 - 陳慧琳                     |
| 1998年度 | 越吻越傷心 - 蘇永康                | 越吻越傷心 - 蘇永康                     | 我這樣愛你 - 黎 明                                                                                     | 我這樣愛你 - 黎 明                 | 情誡 - 王 菲                          |
| 1999年度 | 左右手 - 張國榮                    | 渴望無限 Ask For More（國） - 郭富城    | 左右手 - 張國榮                                                                                        | 插曲 - 鄭秀文                      | 幸福摩天輪 - 陳奕迅                   |
| 2000年度 | K歌之王 - 陳奕迅                   | 感情線上 - 鄭秀文                       | 感情線上 - 鄭秀文                                                                                      | 少女的祈禱 - 楊千嬅                | 少女的祈禱 - 楊千嬅                   |
| 2001年度 | 有病呻吟 - 張學友                  | Shall We Talk - 陳奕迅                  | Shall We Talk - 陳奕迅                                                                                 | Shall We Talk - 陳奕迅             | 有病呻吟 - 張學友                     |
| 2002年度 | 好心分手 - 盧巧音                  | 明年今日 - 陳奕迅                       | 好心分手 - 盧巧音 明年今日 - 陳奕迅                                                                    | 明年今日 - 陳奕迅                  | 傷逝 - 葉蒨文                         |
| 2003年度 | 七友 - 梁漢文                      | 我的驕傲 - 容祖兒                       | 我的驕傲 - 容祖兒                                                                                      | 我的驕傲 - 容祖兒                  | 十面埋伏 - 陳奕迅                     |
| 2004年度 | 美中不足 - 許志安 featuring 葉德嫻 | 愛與誠 - 古巨基                         | 小城大事 - 楊千嬅                                                                                      | 小城大事 - 楊千嬅                  | 小城大事 - 楊千嬅 吻別的位置 - 李克勤 |
| 2005年度 | 夕陽無限好 - 陳奕迅                | 夕陽無限好 - 陳奕迅                     | 夕陽無限好 - 陳奕迅                                                                                    | 無賴 - 鄭中基                      | 天才與白痴 - 古巨基                   |
| 2006年度 | 愛得太遲 - 古巨基（4台兼聯合頒發） | 愛得太遲 - 古巨基（4台兼聯合頒發）      | 愛得太遲 - 古巨基（4台兼聯合頒發）                                                                     | 愛得太遲 - 古巨基（4台兼聯合頒發） | 愛得太遲 - 古巨基（4台兼聯合頒發）    |
| 2007年度 | 酷愛 - 張敬軒                      | 富士山下 - 陳奕迅                       | 我的天 - 張敬軒                                                                                        | 花落誰家 - 李克勤                  | 花落誰家 - 李克勤                     |
| 2008年度 | 囍帖街 - 謝安琪（4台兼聯合頒發）   | 囍帖街 - 謝安琪（4台兼聯合頒發）        | 囍帖街 - 謝安琪（4台兼聯合頒發）                                                                       | 囍帖街 - 謝安琪（4台兼聯合頒發）   | 囍帖街 - 謝安琪（4台兼聯合頒發）      |
| 2009年度 | 七百年後 - 陳奕迅                  | 七百年後 - 陳奕迅                       | 相對論 - 張敬軒                                                                                        | 搜神記 - 容祖兒                    | 地球很危險 - 古巨基                   |
| 2010年度 | SimpleLoveSong - RubberBand        | 陀飛輪 - 陳奕迅                         | 男人信什麼 - 衛 蘭、JW                                                                                 | 男人信什麼 - 衛 蘭、JW             | 不適用                                |
| 2011年度 | 好不容易（國） - 方大同            | 那誰 - 蘇永康                           | 苦瓜 - 陳奕迅                                                                                          | Chok - 林 峯                       | 不適用                                |
| 2012年度 | 重口味 - 陳奕迅                    | 重口味 - 陳奕迅                         | Someday I'll Fly - G.E.M.                                                                              | 留白 - 王菀之                      | 不適用                                |
| 2013年度 | 任我行 - 陳奕迅                    | 任我行 - 陳奕迅                         | 任我行 - 陳奕迅                                                                                        | 天窗 - 容祖兒                      | 不適用                                |
| 2014年度 | 流淚行勝利道 - 許志安              | 獨家村 - 謝安琪                         | 流淚行勝利道 - 許志安                                                                                  | 越難越愛 - 吳若希                  | 不適用                                |
| 2015年度 | 無條件 - 陳奕迅                    | 羅生門 - 麥浚龍、謝安琪                 | 找對的人 - 張敬軒                                                                                      | 眼淚的秘密 - 吳若希                | 不適用                                |
| 2016年度 | 四季 - 陳奕迅                      | 四季 - 陳奕迅                           | 女神 - 鄭欣宜                                                                                          | 一個都不能少 - 李克勤              | 不適用                                |
| 2017年度 | 失魂記 - 李克勤                    | 誰來剪月光（國） - 陳奕迅               | 失魂記 - 李克勤                                                                                        | 失魂記 - 李克勤                    | 不適用                                |
| 2018年度 | 心之科學 - 容祖兒                  | 橙海 - Supper Moment                    | 天才兒童1985 - 張敬軒                                                                                  | 百年樹木 - 張敬軒                  | 不適用                                |
| 2019年度 | 我們都是這樣長大的 - 鄭秀文        | 我們都是這樣長大的 - 鄭秀文             | 我們都是這樣長大的 - 鄭秀文                                                                            | 讓愛高飛 - 周柏豪                  | 不適用                                |
| 2020年度 | 呼吸有害 - 莫文蔚                  | 呼吸有害 - 莫文蔚                       | 銀河修理員 - Dear Jane                                                                                 | 呼吸有害 - 莫文蔚                  | 不適用                                |
|          | 商業電台                           | 香港電台、無綫電視                      | 新城電台                                                                                               |                                    | 不適用                                |
| 2021年度 | Ciao - RubberBand                  | 日出時讓街燈安睡 - Gin Lee Feat. 張學友 | 俏郎君 - 張敬軒                                                                                        |                                    | 不適用                                |
|          | 商業電台                           | 香港電台                                | 新城電台                                                                                               | 無綫電視                           | 不適用                                |
| 2022年度 | 邊一個發明了ENCORE - 林家謙        | 老派約會之必要 - 張天賦                 | 賽勒斯的愛 - 張敬軒                                                                                    | 不適用                             | 不適用                                |
| 2023年度 | 隱形遊樂場 - 張敬軒                | 世一 - 張天賦                           | 隱形遊樂場 - 張敬軒                                                                                    | 不適用                             | 不適用                                |
| 2024年度 | 會再見的 - 馮允謙                  | 會再見的 - 馮允謙                       | 青春告別式 - 張敬軒                                                                                    | 不適用                             | 不適用                                |

- 粗體表示同年度大滿貫。當中1994年至2021年同年度於4台獲4台歌曲金獎的歌曲有3首，包括<那有一天不想你> - 黎　明（1994年）[9]、<愛得太遲> - 古巨基（2006年）、<囍帖街> - 謝安琪（2008年）。當中1994年至2021年同年度於4台獲3台歌曲金獎的歌曲包括<只要為我愛一天> - 黎　明（1997年）、<Shall We Talk> - 陳奕迅（2001年）、<明年今日> - 陳奕迅（2002年）、<我的驕傲> - 容祖兒（2003年）、<夕陽無限好> - 陳奕迅（2005年）、<任我行> - 陳奕迅（2013年）、<失魂記> - 李克勤（2017年）、<我們都是這樣長大的> - 鄭秀文（2019年）、<呼吸有害> - 莫文蔚（2020年）
- ×表示該年不設獎項

### 歷屆四台年度新人至尊獎項得獎名單
|          | 商業電台                       | 香港電台                                                                           | 新城電台                                                                                        | 無綫電視                                                               |
| 年份     | 生力軍金獎（1988年至今）       | 最有前途新人獎金獎（1983年至2019年、2022年至今）／十大中文金曲新人獎金獎（2020年） | 勁爆新人（2016年至今）／勁爆年度新人王（1992年至2015年）                                        | 最受歡迎新人獎（2018年至2020年）／最受歡迎新人獎金獎（1988年至2017年） |
| -------- | ------------------------------ | ---------------------------------------------------------------------------------- | ----------------------------------------------------------------------------------------------- | ---------------------------------------------------------------------- |
| 1983年度 | 不適用                         | 蔡 琴                                                                              | 不適用                                                                                          | ×                                                                      |
| 1984年度 | 不適用                         | 陳慧嫻                                                                             | 不適用                                                                                          | ×                                                                      |
| 1985年度 | 不適用                         | 張學友                                                                             | 不適用                                                                                          | ×                                                                      |
| 1986年度 | 不適用                         | 太極樂隊                                                                           | 不適用                                                                                          | ×                                                                      |
| 1987年度 | 不適用                         | 劉美君                                                                             | 不適用                                                                                          | ×                                                                      |
| 1988年度 | 夢劇院                         | 草 蜢                                                                              | 不適用                                                                                          | 草 蜢                                                                  |
| 1989年度 | 王 傑（3台）                   | 王 傑（3台）                                                                       | 不適用                                                                                          | 王 傑（3台）                                                           |
| 1989年度 | 關淑怡、Echo                   | 不適用                                                                             | 不適用                                                                                          | 關淑怡                                                                 |
| 1990年度 | 曾航生、吳婉芳、Face To Face   | 曾航生                                                                             | 不適用                                                                                          | 黎 明                                                                  |
| 1991年度 | 李國祥、黎明詩、張智霖及許秋怡 | 郭富城                                                                             | 不適用                                                                                          | 劉錫明                                                                 |
| 1992年度 | 葉玉卿 （4台）                 | 葉玉卿 （4台）                                                                     | 葉玉卿 （4台）                                                                                  | 葉玉卿 （4台）                                                         |
| 1992年度 | 張衛健、劉以達與夢             | 林志穎 、優客李林                                                                  | 郭富城                                                                                          | 林志穎                                                                 |
| 1993年度 | 鄭嘉穎、王馨平                 | 吳奇隆、王馨平、L.A. Boyz                                                          | 張衛健、湯寶如                                                                                  | 吳奇隆、楊采妮                                                         |
| 1994年度 | 古巨基 （4台）                 | 古巨基 （4台）                                                                     | 古巨基 （4台）                                                                                  | 古巨基 （4台）                                                         |
| 1994年度 | 楊采妮 、風火海                | 吳倩蓮、風火海                                                                     | 吳倩蓮、風火海                                                                                  | 吳倩蓮                                                                 |
| 1995年度 | 陳慧琳 （4台）                 | 陳慧琳 （4台）                                                                     | 陳慧琳 （4台）                                                                                  | 陳慧琳 （4台）                                                         |
| 1995年度 | 黃秋生、Zen                    | 不適用                                                                             | 陳曉東                                                                                          | 不適用                                                                 |
| 1996年度 | 鄭中基、梁詠琪、Dry            | 陳曉東                                                                             | 鄭中基、陳奕迅、李中希 、梁詠琪、楊千嬅、何超儀                                                 | 梁詠琪                                                                 |
| 1997年度 | 林海峰、張惠妹、余力機構               | 謝霆鋒                                                                             | 謝霆鋒、張惠妹、T&T                                                                             | 謝霆鋒                                                                 |
| 1998年度 | 盧巧音                         | 何嘉莉                                                                             | 何嘉莉                                                                                          | 葉佩雯                                                                 |
| 1999年度 | 恭碩良                         | 王力宏、張柏芝                                                                     | 張柏芝、容祖兒、林心如                                                                          | 張柏芝、容祖兒                                                         |
| 2000年度 | 張家輝、蕭亞軒、On Line        | 陳冠希、蕭亞軒                                                                     | 陳冠希                                                                                          | 古天樂、陳冠希、陳慧珊                                                 |
| 2001年度 | 周杰倫、何韻詩、Twins          | 周杰倫、Twins                                                                      | 方力申、陳司翰、Twins                                                                           | 周杰倫、何韻詩                                                         |
| 2002年度 | 胡彥斌、關心妍、Shine          | 蕭正楠、關心妍、EO2                                                                | 麥浚龍、鄭希怡、Shine                                                                           | 蕭正楠、關心妍、鄭希怡、Shine                                          |
| 2003年度 | 林一峰、鄭 融、Boy'z           | 張敬軒、王 蓉、Boy'z                                                               | 張敬軒 、吳浩康 、Boy'z、2R                                                                     | 2R                                                                     |
| 2004年度 | 劉浩龍、薛凱琪、F.I.R.         | 劉浩龍、薛凱琪、F.I.R.                                                             | 劉浩龍、吳日言、 梁洛施、女生宿舍、 Ping Pung、張韶涵                                           | 薛凱琪                                                                 |
| 2005年度 | 側 田 （4台）                  | 側 田 （4台）                                                                      | 側 田 （4台）                                                                                   | 側 田 （4台）                                                          |
| 2005年度 | 衛 蘭 （4台）                  |                                                                                    |                                                                                                 |                                                                        |
| 2005年度 | Soler                          | 不適用                                                                             | 關智斌、王菀之、Soler、楊丞琳、李宇春                                                           | 不適用                                                                 |
| 2006年度 | 泳 兒（4台）                   | 泳 兒（4台）                                                                       | 泳 兒（4台）                                                                                    | 泳 兒（4台）                                                           |
| 2006年度 | 不適用                         | 不適用                                                                             | 關楚耀、Sun Boy'z、Zarahn、飛輪海                                                               | 不適用                                                                 |
| 2007年度 | 洪卓立、李卓庭、HotCha         | 陳柏宇                                                                             | 陳柏宇、 洪卓立、 江若琳、 鍾舒漫、 HotCha 、唐禹哲                                             | 林 峯、江若琳                                                          |
| 2008年度 | 陳偉霆 （4台）                 | 陳偉霆 （4台）                                                                     | 陳偉霆 （4台）                                                                                  | 陳偉霆 （4台）                                                         |
| 2008年度 | G.E.M.、RubberBand             | 不適用                                                                             | 鍾嘉欣 、Mr.、G.E.M.、林宥嘉                                                                    | G.E.M.                                                                 |
| 2009年度 | 李治廷、Chita                  | 徐子珊                                                                             | 李治廷、徐子珊、王梓軒、Chita、 梁文音                                                          | 徐子珊                                                                 |
| 2010年度 | C AllStar                      | 糖兄妹                                                                             | 林奕匡、JW、糖兄妹                                                                              | JW                                                                     |
| 2011年度 | 許廷鏗                         | 鄭欣宜                                                                             | 許廷鏗、林欣彤、鄭欣宜、鄒文正、岳薇、Gin Lee                                                   | 許廷鏗、林欣彤                                                         |
| 2012年度 | 羅力威、陳芳語、Robynn & Kendy | 胡鴻鈞                                                                             | 胡鴻鈞、羅力威、林德信、 陳僖儀 、Super Girls 、羅力威、鄭嘉嘉、Robynn & Kendy、陳芳語          | 胡鴻鈞、陳僖儀                                                         |
| 2013年度 | AGA                            | J.Arie                                                                             | 許靖韻                                                                                          | 沈震軒、J.Arie、許靖韻                                                 |
| 2014年度 | SIS樂印姊妹                    | 鄭俊弘                                                                             | 鄭俊弘                                                                                          | 鄭俊弘                                                                 |
| 2015年度 | 吳業坤（4台）                  | 吳業坤（4台）                                                                      | 吳業坤（4台）                                                                                   | 吳業坤（4台）                                                          |
| 2015年度 | 不適用                         | 不適用                                                                             | 陳凱彤                                                                                          | 不適用                                                                 |
| 2016年度 | 鄧小巧                         | 譚嘉儀                                                                             | 鄧小巧                                                                                          | 譚嘉儀                                                                 |
| 2017年度 | 顏卓靈                         | 顏卓靈                                                                             | 顏卓靈、王嘉儀、秦馨敏                                                                          | 谷 微                                                                  |
| 2018年度 | 洪嘉豪                         | 曾樂彤                                                                             | 洪嘉豪、曾樂彤、戴祖儀                                                                          | 曾樂彤、戴祖儀、謝文欣                                                 |
| 2019年度 | 林家謙                         | 姜 濤                                                                              | 林穎彤、李靖筠、陳凱詠                                                                          | 劉子碩、林穎彤、李靖筠                                                 |
| 2020年度 | 柳應廷                         | 盧瀚霆                                                                             | 江𤒹生、柳應廷、盧瀚霆                                                                          | 袁偉豪、艾 妮、謝東閔                                                  |
|          | 商業電台                       | 香港電台、無綫電視                                                                 | 新城電台                                                                                        |                                                                        |
| 2021年度 | MC張天賦、張蔓姿、石山街       | 曾比特、炎明熹                                                                     | ANSONBEAN、力臻、楊樂文、炎明熹、姚焯菲、麗英@小薯茄                                            |                                                                        |
|          | 商業電台                       | 香港電台                                                                           | 新城電台                                                                                        | 無綫電視                                                               |
| 2022年度 | 雲浩影（3台）                  | 雲浩影（3台）                                                                      | 雲浩影（3台）                                                                                   | 不適用                                                                 |
| 2022年度 | 李駿傑、COLLAR                 | 魏浚笙                                                                             | After Class、COLLAR、Lolly Talk、余宗遙、吳保錡、吳啟洋、張蔓莎、陳宗澤、黃明德、黎展峯、鍾柔美 |                                                                        |
| 2023年度 | 魏浚笙、邱彥筒、Beanies        | sica                                                                               | 葉振弘、林智樂、彭晉、詹天文、楊安妮、蘇凱倫、N9、Charming Way、Beanies                         |                                                                        |
| 2024年度 | 曾傲棐、林愷鈴、VIVA           | 林愷鈴                                                                             | 曾傲棐、林芊瑩、VIVA                                                                            |                                                                        |

- 粗體表示同年度大滿貫。當中1992年至2021年同年度於4台獲4台新人獎金獎的新人有8位，包括葉玉卿（1992年）、古巨基（1994年）、陳慧琳（1995年）、側　田（2005年）、衛　蘭（2005年）、泳　兒（2006年）、陳偉霆（2008年）、吳業坤（2015年）[10]。當中1992年至2021年同年度於4台獲3台新人獎金獎的新人包括吳倩蓮（1994年）、風火海（1994年）、梁詠琪（1996年）、謝霆鋒（1997年）、張柏芝（1999年）、陳冠希（2000年）、周杰倫（2001年）、Twins（2001年）、關心妍（2002年）、Shine（2002年）、Boy'z（2003年）、劉浩龍（2004年）、薛凱琪（2004年）、G.E.M.（2008年）、徐子珊（2009年）、許廷鏗（2011年）、胡鴻鈞（2012年）、鄭俊弘（2014年）、顏卓靈（2017年）、曾樂彤（2018年）、炎明熹（2021年）
- ×表示該年不設獎項

## 外部連結
- 四台聯頒音樂大獎走勢 （页面存档备份，存于）